# Refugi de Tucarroya
El Refugi de Tucarroya, és un refugi no guardat d'alta muntanya al terme municipal de Bielsa a 2.666 m d'altitud. Fou construït pel Club Alpí Francès de Lourdes en 1893, essent el refugi més antic del Pirineu, restaurat en 1999, marca la línia fronterera amb França. Es tracta de dos barracons units d'uns 30 m2 útils, a l'interior disposa de dues taules i bancs de fusta, llar de llenya, extintor i ràdio socors, així com lliteres amb mantes. Té una capacitat per a 12-15 persones en lliteres i disposa de menjador. Fou construït just en el pas estret de la Forqueta de Tuca Roia, entre el Parc Nacional d'Ordesa i Mont Perdut i el Parc Nacional dels Pirineus, al costat de l'Ibón de Marboré.

## Accés
Una de les vies d'accés des del vessant francès és des de l'embassament de Gloriettes, a la carretera cap al Circ de Troumouse, Pel vessant aragonès l'accés és a través del Circ de Pineta, fins al Balcó de Pineta, vorejant l'ibón de Marboré i per un corredor pedregós s'arriba al refugi.